# Dimas Teixeira
Manuel Marques Dimas Teixeira (* 16. Februar 1969 in Johannesburg, Südafrika) ist ein ehemaliger portugiesischer Fußballspieler.
In seiner Karriere spielte der meist als linker Verteidiger eingesetzte Teixeira für einige europäische Vereine sowie für die portugiesische Fußballnationalmannschaft.

## Karriere

### Verein
Im Jahre 1987 gab Dimas als 18-Jähriger sein Debüt in der portugiesischen SuperLiga bei Académica Coimbra. Gleich in seiner ersten Profisaison stieg er mit Académica in die zweite Liga ab, blieb ihnen aber noch für eine weitere Saison treu. Anschließend folgten je zwei Jahre Auftritte bei CD Estrela Amadora oder Vitória Guimarães. Dort zeigte er mehr und mehr gute Leistungen und spielte sich ins Licht der großen portugiesischen Vereine. 1994 wechselte der Portugiese zu Benfica Lissabon. Auch dort entwickelte sich Dimas zum Führungsspieler und europäische Topmannschaften wurden auf ihn aufmerksam. Zur Winterpause der Saison 1996/97 unterzeichnete er einen Vertrag beim italienischen Rekordmeister Juventus Turin. Dort gewann der Abwehrspieler unter Trainer Marcello Lippi 1996/97 und 1997/98 die italienische Meisterschaft und 1997 den Italienischen Supercup. Dennoch konnte Dimas sein in Portugal gezeigtes Potential nicht vollständig abrufen. Er verließ die Alte Dame bereits nach zwei Jahren in Richtung Türkei. Doch auch bei Fenerbahçe Istanbul hielt es ihn nicht lange und er versuchte sein Glück in Belgien bei Standard Lüttich. Nach guten Leistungen bei der Fußball-Europameisterschaft 2000 wechselte Dimas zurück nach Portugal zum anderen Großklub Lissabons, Sporting. Nach enttäuschenden zwei Jahren ging Teixeira nochmal ins Ausland und heuerte leihweise bei Olympique Marseille an. Nach einem halben Jahr dort ging er wieder nach Lissabon und beendete seine Karriere nach der Saison 2001/02 im Alter von 33 Jahren.

### Nationalmannschaft
Dimas spielte 44 Mal in der portugiesischen Nationalelf. Bei der Fußball-Europameisterschaft 1996 und der EM 2000 stand er im Kader der Portugiesen.

## Erfolge
- Italienischer Meister: 1996/97, 1997/98
- Italienischer Supercupsieger: 1997
- Portugiesischer Meister: 2001/02
- Portugiesischer Pokalsieger: 2001/02